# MoM-z14
MoM-z14 는 적색편이가 z = 14.44로 우주 에서 발견된 은하 중 가장 먼 은하로, 빅뱅 이후 약 2억 8,000만 년 후에 형성되었음을 나타낸다. 우주 연대 기상 MoM-z14는 초기 우주의 재이온화 시대 에 형성되었을 것으로 추정되는데, 이 시기에는 초기 천체에서 방출된 에너지 에 의해 중성 수소가 이온화 되기 시작했다.

## 질량
MoM-z14는 놀라울 정도로 밝고 조밀한 은하이다. 10⁻ M☉8 배에 달하는 질량을 가지고 있어 소마젤란 은하 (SMC)과 거의 비슷한 질량을 가지고 있다.

## 이온화된 광자 방출

### 은하 내부
이 은하는 폭발적 항성 생성 과정을 거치면서 다량의 이온화 광자를 방출하는데, 이 광자들은 사실상 먼지가 없는 성간 매질(ISM)을 통과하지만, 현재 관측한 은하의 모습은 약 135억 3,000만 년 전의 것이라 현재까지도 진행이 되는지는 밝혀지지 않았다.

### 은하 주변
MoM-z14 주변도 부분적으로 이온화되어 있다.

## 발견 및 역사
MoM-z14는 2025년 5월 16일 로한 나이두가 제임스 웹 우주 망원경(제임스 웹 우주 망원경)을 이용하여 발견했다. 제임스 웹 우주 망원경 이전에 발사된 망원경은 이 먼 은하에서 오는 빛을 감지할 만큼 충분히 큰 거울을 가지고 있지 않았다. 스피처 망원경은 적외선 망원경 이었지만, MoM-z14를 감지할 만큼 충분히 크지 않았다. 또한, 이 임무는 은하단을 연구하는 것이 주된 임무이고 그 크기 덕분에 제임스 웹 우주 망원경는 MoM-z14를 감지할 수 있었다.